# Rallina
Rallina – rodzaj ptaków z rodziny chruścieli (Rallidae).

## Zasięg występowania
Rodzaj obejmuje gatunki występujące w Australazji i Azji Południowo-Wschodniej.

## Morfologia
Długość ciała 21–34 cm, rozpiętość skrzydeł 37–47,5 cm; masa ciała samców 118–231 g, samic 99–194 g.

## Systematyka

### Etymologia
- Rallina: nowołac. rallina „mały wodnik”, od zdrobnienia nazwy rodzaju Rallus Linnaeus, 1758 (wodnik)[7].
- Corethrura: gr. κορηθρον korēthron „miotła”; ουρα oura „ogon”[8]. Gatunek typowy: Rallus fasciatus Raffles, 1822.
- Euryzona: epitet gatunkowy Gallinula euryzona Temminck, 1826[a][9]. Gatunek typowy: Rallus fasciatus Raffles, 1822.
- Castanolimnas: gr. καστανον kastanon „kasztan”; nowołac. limnas „wodnik”, od gr. λιμνας limnas „z bagna”, od λιμνη limnē „bagno, moczary”[10]. Gatunek typowy: Euryzona canningi Blyth, 1863
- Tomirdus: Tom Iredale (1880–1972), angielski ornitolog, koncholog, kolekcjoner z Australii w latach 1923–1972[11]. Gatunek typowy: Eulabeornis tricolor robinsoni Mathews, 1911 (= Rallina tricolor G.R. Gray, 1858).

### Podział systematyczny
Do rodzaju należą następujące gatunki:
- Rallina tricolor G.R. Gray, 1858 – kureczka ognistogłowa
- Rallina canningi (Blyth, 1863) – kureczka andamańska
- Rallina fasciata (Raffles, 1822) – kureczka krasnonoga
- Rallina eurizonoides (Lafresnaye, 1845) – kureczka sinonoga